# 石油コンビナート等災害防止法
石油コンビナート等災害防止法（せきゆコンビナートとうさいがいぼうしほう、昭和50年12月17日法律第84号）は、石油コンビナート等特別防災区域での災害の発生防止、または災害が発生した時の対処法、様々な手続きなどに関する法律である。
総務省消防庁予防課が所管し、経済産業省商務情報政策局産業保安グループ保安課、資源エネルギー庁資源・燃料部燃料供給基盤整備課など他省庁と連携して執行にあたる。

## 概要
石油コンビナートという巨大工場群で取り扱っているものが揮発性が高かったり（石油やトルエンなど）、毒劇物とされているもの（塩素、苛性ソーダなど）を取り扱っている関係上、一度災害が起きるとその様相は他の災害とは異なり、人的、物的、経済的被害も甚大なものとなる。そこで、その災害の防止に関する基本的事項を定めることにより、消防法（昭和23年法律第186号）、高圧ガス保安法（昭和26年法律第204号）、災害対策基本法（昭和36年法律第223号）その他災害の防止に関する法律との相乗効果により、石油コンビナート等の「特別防災区域」とされている場所での災害発生、災害の拡大防止等のために行う様々な対策を促し、災害から国民の生命、身体及び財産（当然コンビナート自体も含む）を保護することを目的としている。
コンビナートに必ず自衛消防隊（自衛防災組織と呼ばれている）がおかれているのはこの法律が拠り所となっている。

## 構成
- 第一章：総則（第1条 - 第4条）
- 第二章：新設等の届出、指示等（第5条 - 第14条）
- 第三章：特定事業者に係る災害予防（第15条 - 第22条）
- 第四章：災害に関する応急措置（第23条 - 第26条）
- 第五章：防災に関する組織及び計画（第27条 - 第32条）
- 第六章：緑地等の設置（第33条 - 第37条）
- 第七章：雑則（第38条 - 第48条）
- 第八章：罰則（第49条 - 第52条）
- 附則